# RAC Rallye

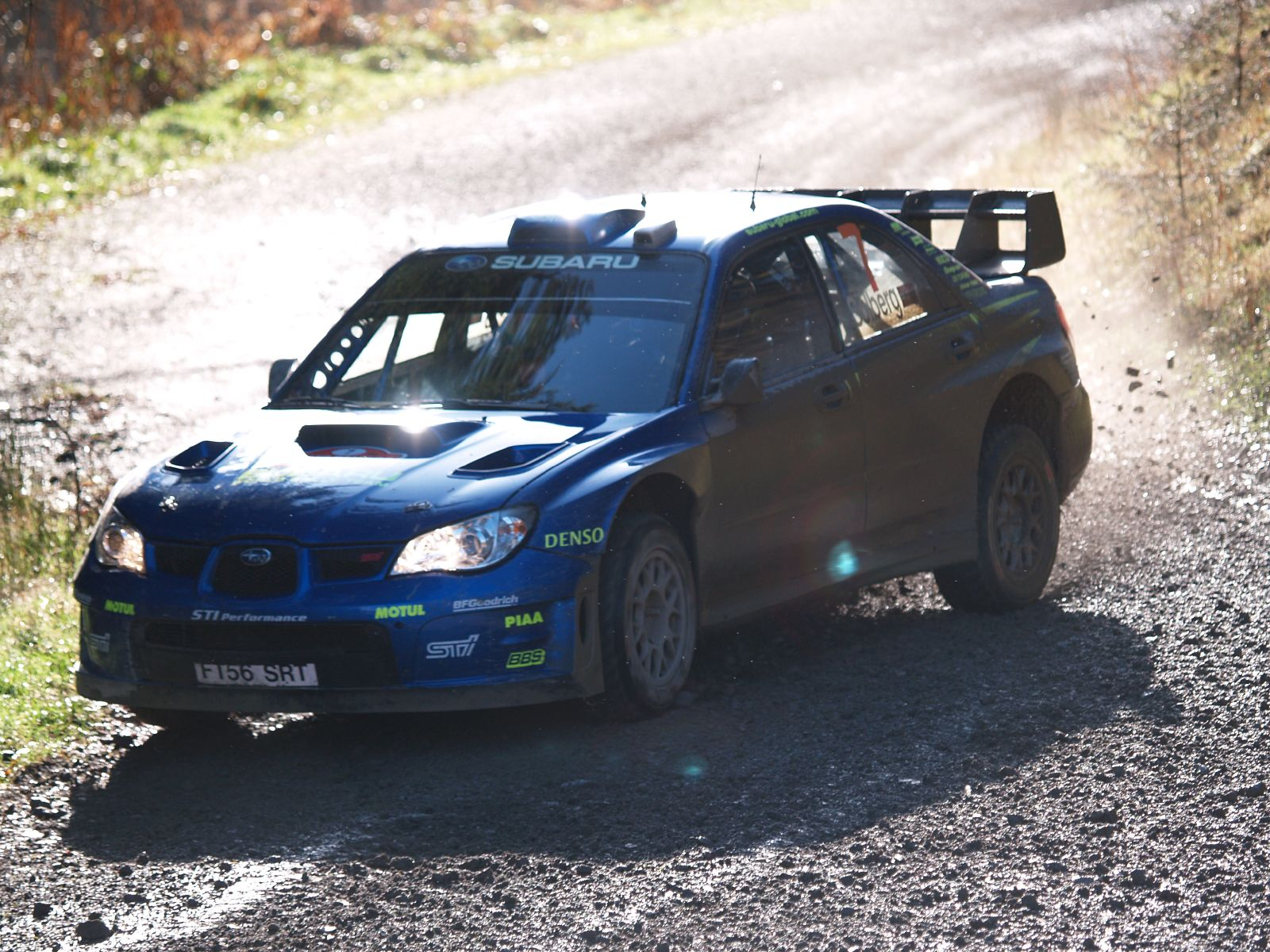
Petter Solberg v roce 2007

RAC Rallye, nebo také Rallye Velké Británie či Velšská rallye bylo označení britského podniku v šampionátech Mistrovství světa v rallye. 5 titulů zde získal Sébastien Ogier.

## Historie
Jedná se o jednu z nejstarších soutěží šampionátu. Často se konala jako poslední podnik a rozhodovalo se v ní o titulech. Soutěž je vždy náročná charakteristikou trati a proměnlivým počasím. První ročníky se jely v letech 1932 až 1939 a prvním vítězem byl Loughborough s vozem Lancaster. Opět byla soutěž pořádána od roku 1951, kdy Appleyard vyhrál s vozem Jaguar XK 120. Ročníky 1957 a 1967 nebyly pořádány. Od soutěže RAC Rallye 1973 je soutěž součástí Mistrovství světa. Prvním vítězem se stal Timo Mäkinen s vozem Ford Escort RS 1600. RAC Rallye 1981 vyhrál Hannu Mikkola s vozem Audi Quattro A1 jako první s pohonem všech kol. Od té doby zde tyto vozy dominují. RAC Rallye 1996 byla zařazena do kalendáře Mistrovství světa v rallye 1996 ale jen pro kategorii W2L. Tehdy zde zvítězil Armin Schwarz s vozem Toyota Celica GT-Four ST-205.

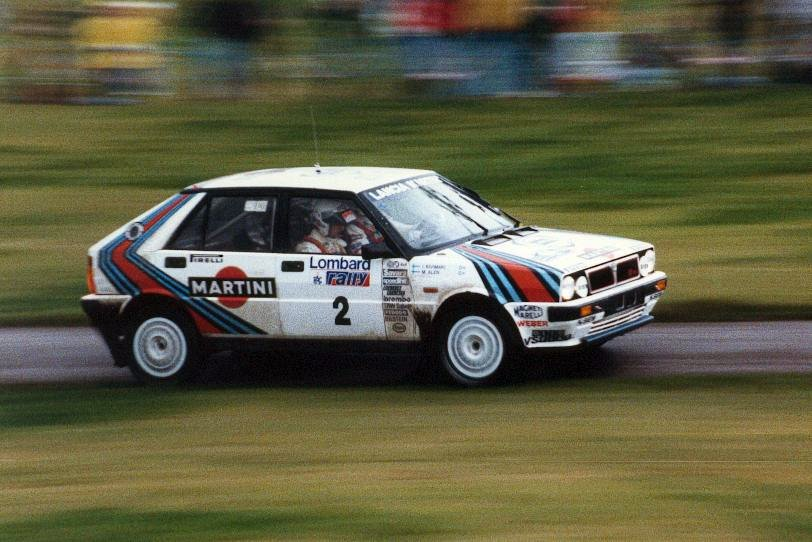
Markku Alen v roce 1987

První hattrick zde s vozem Saab 96 slavil v letech 1960 až 1962 Erik Carlsson. Do RAC Rallye 1989 zde od té doby až na dvě výjimky vítězili skandinávští jezdci. Pouze RAC Rallye 1972 a RAC Rallye 1976 vyhrál Roger Clark s Escortem. RAC Rallye 1973, RAC Rallye 1974 a RAC Rallye 1975 znamenaly hattrick pro Timo Mäkinena. 3 vítězství má i Colin McRae ze soutěží RAC Rallye 1994, RAC Rallye 1995 a RAC Rallye 1997. První dvě vítězství vybojoval s vozem Subaru Impreza 555 a třetí s Imprezou WRC. Ročníky Rallye Velké Británie 1998, Rallye Velké Británie 1999 a Rallye Velké Británie 2000 vynesly hattrick dalšímu jezdci Subaru World Rally Teamu, kterým byl Richard Burns. Tři vítězství zde vybojovali i Marcus Grönholm (Rallye Velké Británie 2001, Velšská rallye 2006 a Velšská rallye 2007) a Sebastien Loeb (Velšská rallye 2008, Velšská rallye 2009 a Velšská rallye 2010). Nejúspěššnější jezdci jsou čtyřnásobní vítězové Hannu Mikkola (1978, 1979, 1981 a 1982) a Petter Solberg (2002, 2003, 2004 a 2005).

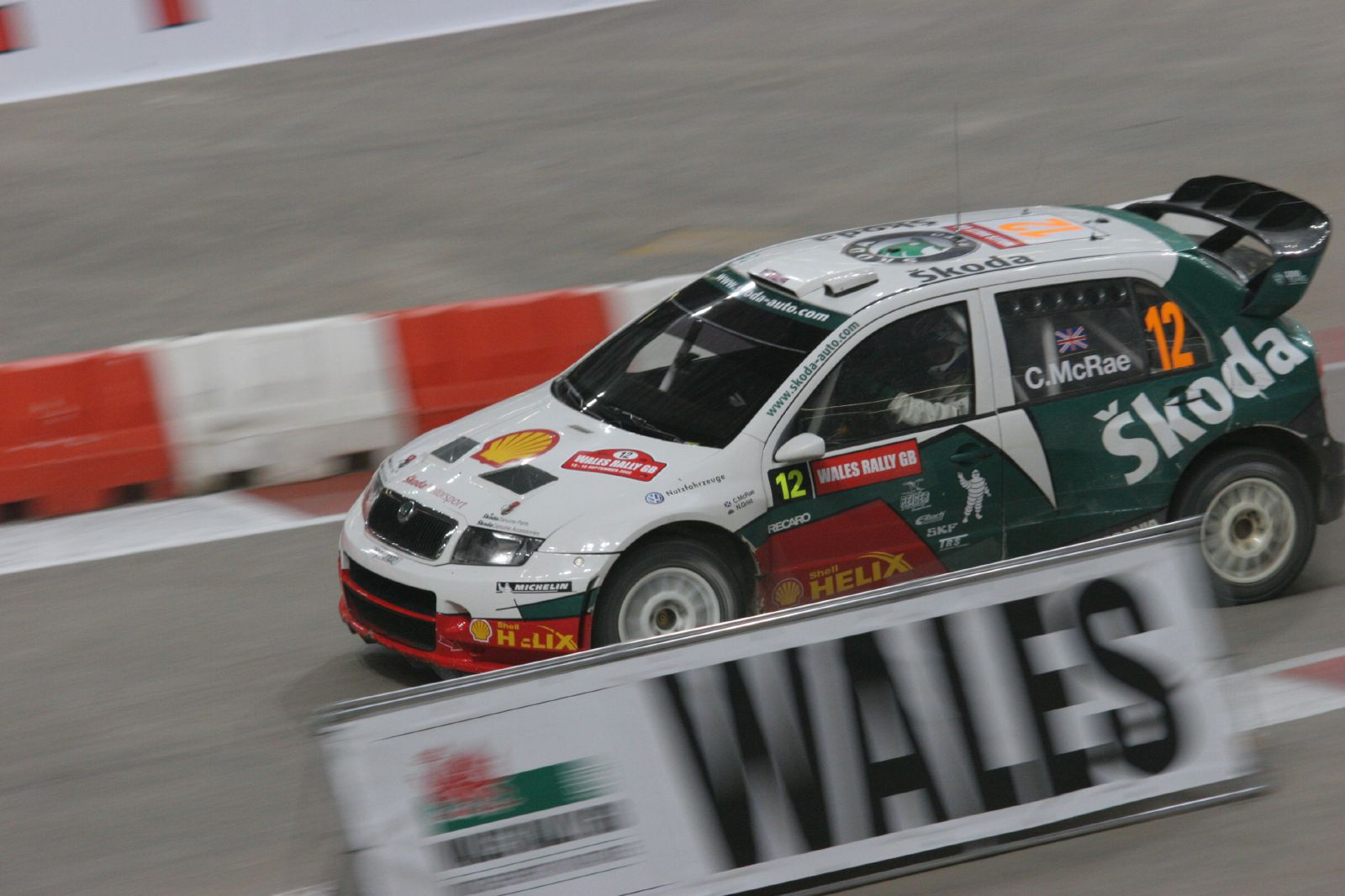
Colin McRae s Fabií WRC v roce 2005

Na soutěži se vždy dařilo týmu Škoda Motorsport, který často vyhrával v nižších kategoriích. V roce 1972 se tu radoval Sveisvoll s vozem Škoda 120 S. V letech 1975, 1976 a 1977 zde vyhrál John Haugland s vozy Škoda 120 S a Škoda 130 RS. RAC Rallye 1982 vyhrál Kalnay s vozem Škoda 120 LS Rallye a tento úspěch zopakoval na RAC Rallye 1983 Ladislav Křeček. RAC Rallye 1993 a 1994 vyhrál svou skupinu vůz Škoda Favorit 136 L/A Rallye, kdy tyto úspěchy vybojovali Emil Triner a Pavel Sibera. Největším úspěchem je absolutní třetí místo, které vybojoval Stig Blomqvist s vozem Škoda Felicia Kit Car v ročníku 1996, čtvrté místo, které vybojoval Bruno Thiry s vozem Škoda Octavia WRC v roce 1999 a pátá pozice Schwarze z roku 2001 se stejným vozem.
V letech 2020 a 2021 byl závod zrušen z důvodu pandemie covidu-19.